# Minister Rolnictwa i Gospodarki Żywnościowej
Ministerstwo Rolnictwa i Gospodarki Żywnościowej – urząd ministra, naczelny organ administracji państwowej, członek Rady Ministrów powołany do kierowania działem rolnictwa, przemysłu spożywczego i skupu produktów rolnych.

## Powstanie
Ustawą z 1981 r. o utworzeniu urzędu Ministra Rolnictwa i Gospodarki Żywnościowej powołano nowy urząd, który powstał w miejsce funkcjonujących uprzednio dwóch urzędów – urzędu Ministra Rolnictwa i Ministra Przemysłu Spożywczego i Skupu. Nowy urząd realizował zadania poprzez prognozowanie i programowanie rozwoju gospodarki rolnej i przemysłu spożywczego oraz dokonywanie kompleksowej analizy i oceny działalności przedsiębiorstw i innych jednostek organizacyjnych. Minister udzielał pomocy w usprawnieniu systemów zarządzania, współdziałania w kształtowaniu systemów ekonomicznych przedsiębiorstw i jednostek organizacyjnych.

## Zadania
Do zakresu działania Ministra Rolnictwa i Gospodarki Żywnościowej należały sprawy:
- rolnictwa oraz produkcji żywności;
- weterynarii, kwarantanny i ochrony roślin;
- gospodarki wodnej, melioracji wodnych, zaopatrzenia rolnictwa i wsi w wodę, gospodarki rybackiej;
- budownictwa rolniczego, mechanizacji i elektryfikacji;
- usług dla rolnictwa, nauki i oświaty rolniczej;
- skupu surowców rolnych i produktów spożywczych na rynek krajowy i na eksport;
- produkcji i przechowalnictwa produktów rolnych;
- produkcji specjalistycznych maszyn, urządzeń i opakowań dla gospodarki żywnościowej.

Rada Ministrów po zasięgnięciu opinii komisji sejmowych określiła szczegółowy zakres działania Ministra Rolnictwa i Gospodarki Żywnościowej.

## Utworzenie urzędu Ministra Rolnictwa, Leśnictwa i Gospodarki Żywnościowej w 1985 r.
Ustawą z 1985 r. o zmianach w organizacji oraz zakresie działania niektórych naczelnych i centralnych organów administracji państwowej utworzono urząd Ministra Rolnictwa, Leśnictwa i Gospodarki Żywnościowej.
Do zakresu działania Ministra Rolnictwa, Leśnictwa i Gospodarki Żywnościowej należały sprawy objęte dotychczasowym zakresem działania Ministra Rolnictwa i Gospodarki Żywnościowej oraz Ministra Leśnictwa i Przemysłu Drzewnego.

## Utworzenie urzędu Ministra Rolnictwa i Gospodarki Żywnościowej w 1989 r.
Ustawą z 1989 r. utworzono urząd Ministra Rolnictwa i Gospodarki Żywnościowej. Minister Rolnictwa i Gospodarki Żywnościowej realizował politykę państwa w zakresie rolnictwa i gospodarki żywnościowej w stosunku do wszystkich przedsiębiorców, niezależnie od formy własności.
Do zakresu działania Ministra Rolnictwa i Gospodarki Żywnościowej należały sprawy:
- produkcji roślinnej, hodowli i ochrony roślin oraz nasiennictwa;
- produkcji zwierzęcej i hodowli zwierząt;
- ochrony zdrowia zwierząt, produkcji leków weterynaryjnych oraz nadzoru sanitarno-weterynaryjnego nad żywnością pochodzenia zwierzęcego;
- gospodarki rybackiej w wodach śródlądowych;
- przetwórstwa rolno-spożywczego i przechowalnictwa artykułów żywnościowych;
- gospodarki gruntami przeznaczonymi na cele rolne i ich ochrony;
- ewidencji gruntów i budynków w odniesieniu do obszarów gmin, a także podziałów i rozgraniczania nieruchomości;
- melioracji oraz zaopatrzenia wsi i rolnictwa w wodę;
- budownictwa rolniczego, elektryfikacji i mechanizacji rolnictwa;
- oświaty rolniczej oraz postępu naukowo-technicznego;
- ubezpieczenia społecznego rolników.

Minister Rolnictwa i Gospodarki Żywnościowej wykonywał swoje zadania w przez:
- opracowywanie założeń polityki państwa w zakresie rolnictwa i gospodarki żywnościowej;
- udział w planowaniu społeczno-gospodarczym i finansowym;
- tworzenie warunków ekonomiczno-finansowych, organizacyjnych i technicznych do zapewnienia rozwoju rolnictwa i przetwórstwa rolno-spożywczego;
- tworzenie warunków do rozwoju współpracy gospodarczej i naukowo-technicznej z zagranicą.

## Utworzenie Ministerstwa Rolnictwa i Rozwoju Wsi w 1999 r.
Mocą ustawy z 1999 r. zniesiono urząd Ministra Rolnictwa i Gospodarki Żywnościowej i utworzono Ministerstwo Rolnictwa i Rozwoju Wsi.